# إرنست ديفيز (عسكري)
إرنست ديفيز (بالإنجليزية: Ernest Davies)‏ هو عسكري أسترالي، ولد في 18 مارس 1890 في Kerang ‏ في أستراليا، وتوفي في 1969 في محافظة بايرنسدال في أستراليا بسبب غرق.